# Ibizai kopó
Az ibizai kopó (Podenco Ibicenco) egy spanyol kutyafajta.

## Történet
Kialakulása Kr.e. 3000-re tehető. Korabeli ábrázolások bizonyítják, hogy hasonló testfelépítésű kutyák mintegy 5000 évvel ezelőtt is éltek Egyiptomban. Valószínűleg onnan jutottak el Ibiza szigetére. 

## Külleme
Marmagassága 57-70 centiméter, tömege 19-25 kilogramm. Nagy és mozgékony fülkagylói arra utalnak, hogy vadászat közben nemcsak látása, hanem hallása alapján is tájékozódik. Meglehetősen magas, bár hosszú léptű, sebes futású rokonaival összevetve kissé zömöknek tűnik. Változatos színezete miatt könnyen megkülönböztethető a fáraókutyától.

## Jelleme
Természete éber és alkalmazkodó. Ragaszkodó, hűséges állat. 

## Képgaléria

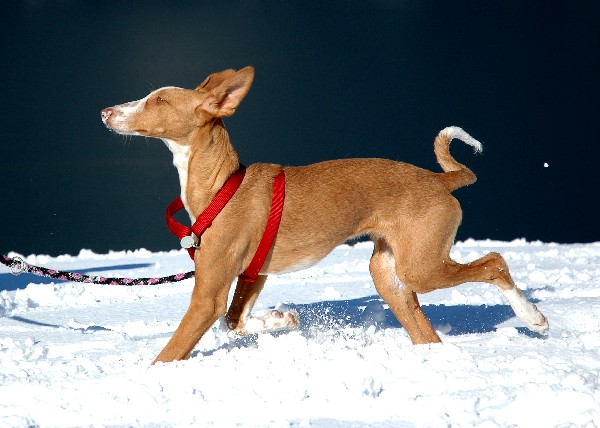
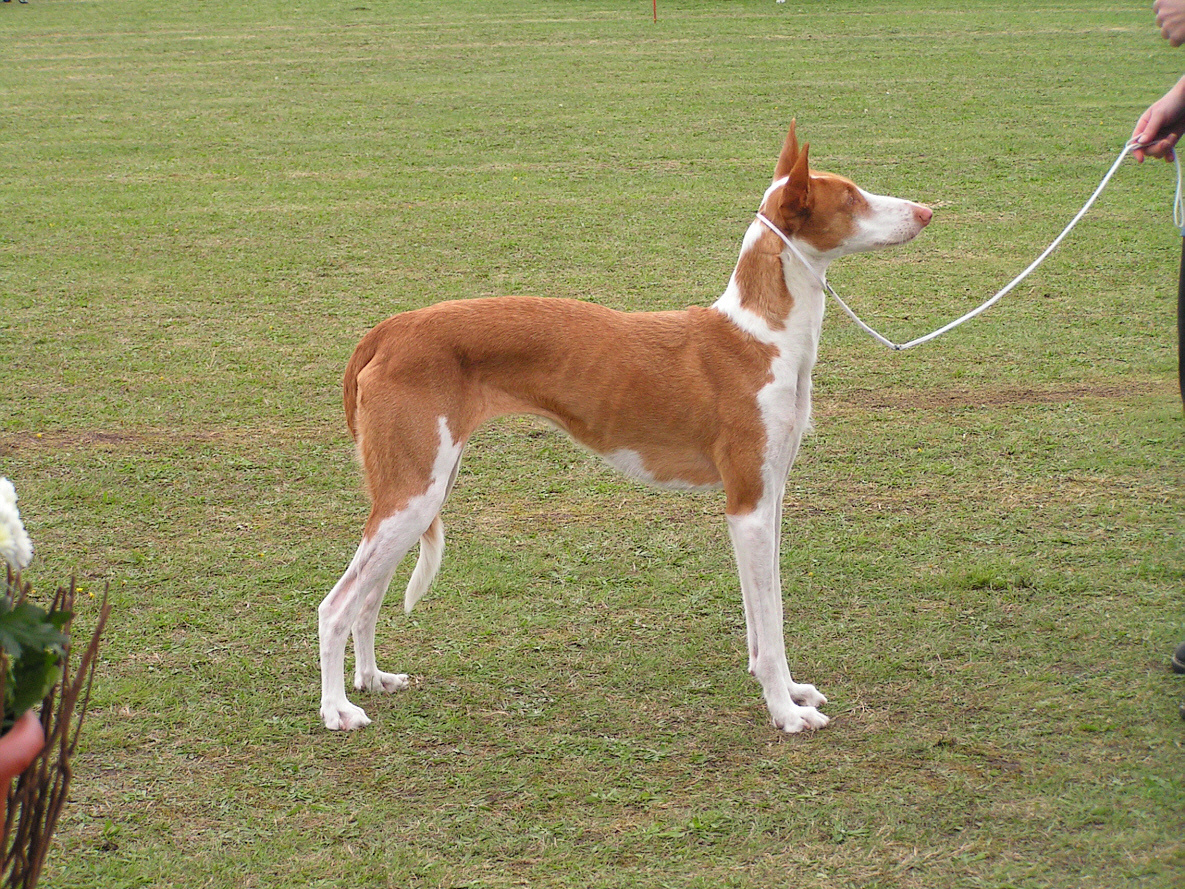
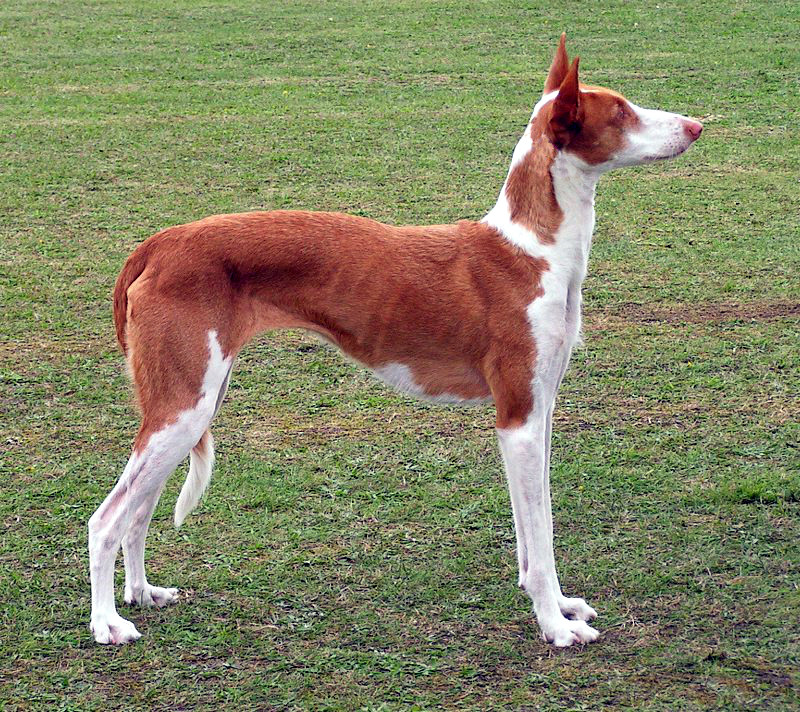